# David Hasselhoff
David Michael Hasselhoff (sinh ngày 17 tháng 7 năm 1952), biệt danh: "The Hoff", là nam diễn viên, ca sĩ, doanh nhân người Mỹ. 

## Đời tư
Hasselhoff từng xuất bản cuốn tự truyện Making Waves tại Anh Quốc vào tháng 9 năm 2006. Tháng 11 năm 2015, Hasselhoff đăng một video lên YouTube tuyên bố đã đổi tên thành "David Hoff". Tuy nhiên video này sau đó được chỉ ra là một đoạn băng từ chiến dịch quảng bá của ông.